# 乌普萨拉主教座堂
乌普萨拉大教堂（瑞典語：Uppsala domkyrka）是瑞典乌普萨拉的一座主教座堂:507。位于市中心乌普萨拉大学大学楼和菲里斯河之间，乌普萨拉大教堂属于基督教瑞典信義會，是主教長乌普萨拉大主教的驻地。这里也是瑞典守护神国王埃里克九世的埋葬地，传统上还是瑞典新国王的加冕地。
乌普萨拉大教堂高度118.7公尺，是北欧最高的教堂，主体建筑于13世纪末落成，曾是罗马天主教堂，宗教改革後长期成为瑞典君主的加冕地。教堂內的几座小教堂则是包括古斯塔夫一世和约翰三世在内数名瑞典国王的陵墓。卡尔·林奈、奥洛夫·鲁德贝克、伊曼紐·史威登堡以及几位大主教也埋葬于此。

## 历史
始建于1287年。目前的教堂重建于1885-1893年，哥特复兴风格。乌普萨拉主教座堂的高度达到118.7米，是斯堪的纳维亚最大的教堂建筑。最初这是一座罗马天主教教堂，用于瑞典君主的加冕和安葬，自从宗教改革以后，属于路德宗的瑞典信义会，目前是烏普薩拉大主教驻地。

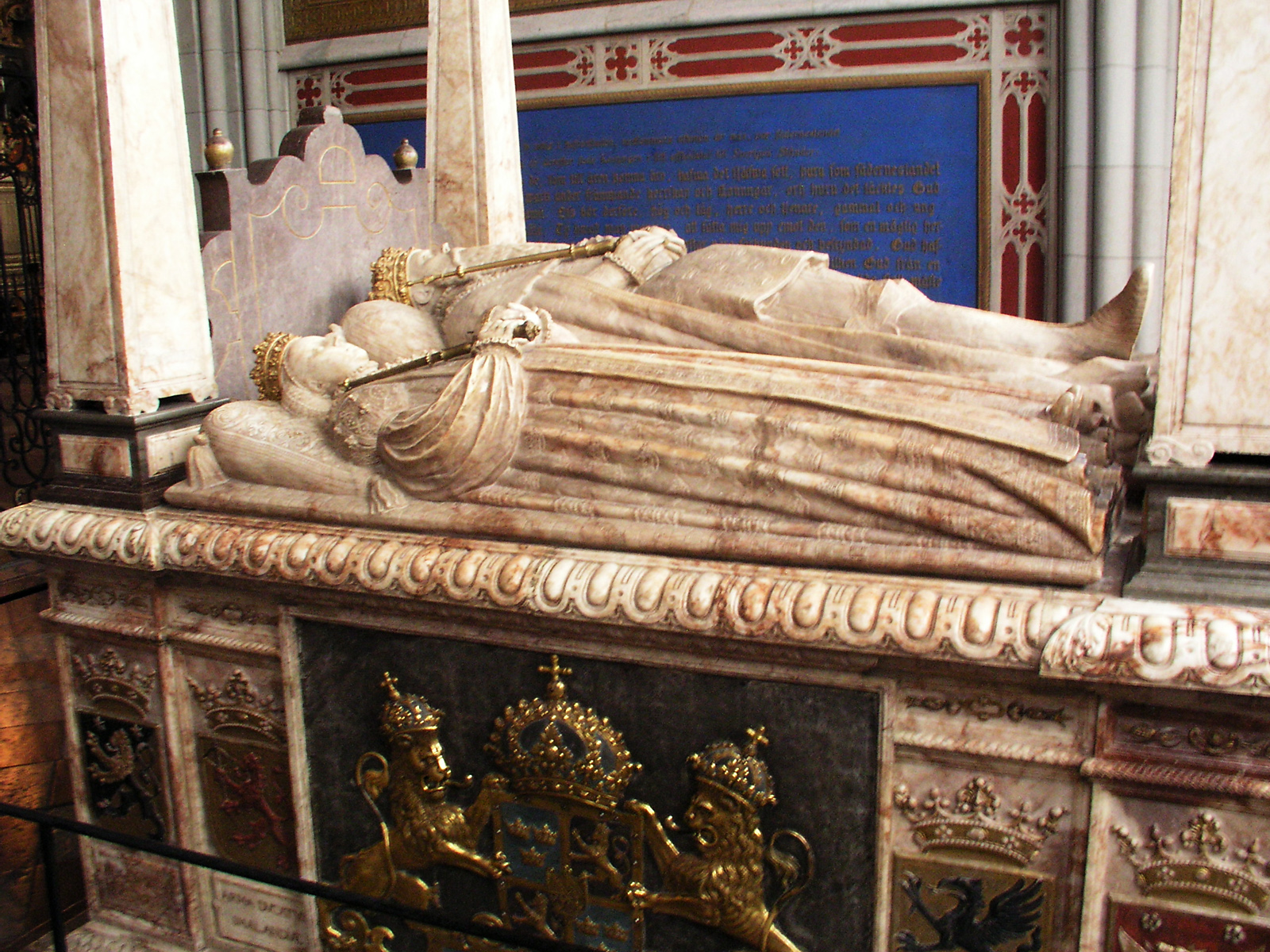
古斯塔夫一世墓

乌普萨拉主教座堂除了埋葬瑞典君主之外，还有1961年获追授诺贝尔和平奖的前任联合国秘书长达格·哈马舍尔德的石碑，上面的铭文是：
不是我（Icke jag）

是神在我里面（utan Gud i mig）

达格·哈马舍尔德，1905年 – 1961年（Dag Hammarskjöld 1905 – 1961）